# Gävleborg
Gävleborg je švédský kraj ležící na pobřeží Baltského moře. Sousedí s kraji Uppsala, Västmanland, Dalarna, Jämtland a Västernorrland. Hlavním městem Gävleborgu je Gävle. Pod Gävleborg spadají provincie Gästrikland a Hälsingland. Gävleborg vznikl v roce 1762 oddělením od kraje Västernorrland.

## Obce
- Gävle
- Bollnäs
- Hofors
- Hudiksvall
- Ljusdal
- Nordanstig
- Ockelbo
- Ovanåker
- Sandviken
- Söderhamn

## Symboly
Znak Gävleborgu je kombinací znaků Gästriklandu a Hälsinglandu. Pokud je znak zobrazen s královskou korunou, reprezentuje krajskou správní radu.